# Fausto De Luca
Fausto De Luca (Napoli, 16 marzo 1928 – Roma, 5 luglio 1984) è stato un giornalista italiano, firma prestigiosa de La Repubblica di Eugenio Scalfari.
Nasce a Napoli, dove trascorre la sua giovinezza e si forma culturalmente. Intorno agli anni cinquanta si appassiona alla professione di giornalista e diventa una delle firme di Paese Sera, dove rimane fino al 1958. In seguito passa alla La Stampa e poi al Il Giorno, dove avviene il salto di qualità: il direttore lo chiama a seguire, infatti, la redazione romana. Nel 1976 lascia La Stampa per fondare, con Eugenio Scalfari e Carlo Caracciolo, la Repubblica.
Ha in seguito diretto il Giornale di Sicilia per poi ritornare, nel biennio 1981-82, a Repubblica.
Achille Occhetto lo definì «una delle figure più prestigiose del giornalismo italiano». Pietro Ingrao lo ricorda come un «animo inquieto che cercò di guardare sempre al di là della superficie delle vicende difficili e tormentate di questi anni».
È scomparso nel 1984 all'età di 56 anni a causa di un male incurabile.